# Original Video Animation
Az angol Original Video Animation (japánul オリジナル・ビデオ・アニメーション), illetve az OVA mint ennek gyakori rövidítése olyan animéket és animesorozatokat jelöl, amelyek eleve valamilyen adathordozón való kiadásra készítenek, moziban vagy televízióban való vetítés helyett. A szó jelentése azonos az Original Animated Video (rövidítve OAV) kifejezésével.

## Megjelenése
Legelterjedtebb formátumai a VHS, illetve újabban a DVD. Rendszerint epizódonként kerülnek kiadásra: egy rész hossza általában 30 perc, de a néhány percestől a két órásig is terjedhet, és a játékidő egy sorozaton belül is drasztikusan változhat epizódról epizódra.
Az OVA sorozatok költségvetése általában magasabb, ennek megfelelően a műsor minősége is jobb mint a TV animék esetében.[forrás?]
A sikeres OVA sorozatokból nem egyszer TV anime vagy mozifilm is készül, illetve fordított esetben néhányszor előfordult, hogy egy tv-sorozat folytatódott OVA-ként. Előbbire példa a Tenchi Muyo!, utóbbira pedig a Love Hina Again vagy a Wolf’s Rain. Reklámozási célból előfordul továbbá, hogy a sorozat kezdő részét levetítik valamely televíziós csatornán.